# Ossaea macrandra
Ossaea macrandra là một loài thực vật có hoa trong họ Mua. Loài này được (C. Wright) Millsp. mô tả khoa học đầu tiên năm 1900.